# Lyla Hay Owen
Lyla Ruth Lagarde (Luisiana, 10 de agosto de 1933 - 7 de febrero de 2018), más conocida como Lyla Hay Owen, fue una actriz, productora de cine y dramaturga estadounidense, reconocida por su participación en las películas Entrevista con el vampiro y Hard Times.

## Biografía
Activa principalmente en el mundo del teatro, Owen cofundó la compañía The People Playhouse en la ciudad de Nueva Orleans en 1970. Además de actuar en producciones teatrales, se desempeñó como dramaturga y productora de cine. Entre sus papeles en cine y televisión se incluyen producciones como Entrevista con el vampiro, Hard Times, Hot Pursuit y The Big Easy, entre otras.
Owen falleció el 7 de febrero de 2018 a los ochenta y cuatro años.

## Filmografía destacada

### Cine y televisión
- 2001 - Tempted
- 1996 - The Big Easy
- 1994 - Entrevista con el vampiro
- 1988 - Everybody's All-American
- 1986 - Avenging Force
- 1984 - Hot Pursuit
- 1983 - Hobson's Choice
- 1983 - Wait Till Your Mother Gets Home!
- 1978 - Murder at the Mardi Gras
- 1976 - The Savage Bees
- 1975 - Hard Times
- 1972 - Sixteen